# Radionet
Radionet fue una emisora radial de Colombia. Inició sus emisiones el 20 de enero de 1997 y cesó sus emisiones el 31 de mayo de 2004, cuando se fusionó con Caracol Estéreo, para convertir en la actual emisora W Radio. La emisora era propiedad entre la programadora de televisión CM& Televisión del periodista Yamid Amat con Caracol Radio, bajo un acuerdo de operación. Su programación era de formato hablado, siendo la primera emisora en transmitir su señal en vía internet. 

## Historia
La emisora surge por iniciativa entre la programadora CM& Televisión, del periodista Yamid Amat, en asociación con Caracol Radio, para crear la primera cadena de noticias a las 24 horas del día, cuya sede se encontraba en las instalaciones de la programadora de televisión. El montaje, el diseño de programación y su logotipo, fue realizado por César Augusto Londoño, quien era jefe de producción y diseño gráfico. La emisora contó inicialmente con las 12 emisoras que utilizaron las antiguas emisoras de Caracol Radio, y una emisora internacional en San Antonio del Táchira (Venezuela). Además, Radionet fue la primera emisora colombiana en transmitir su programación de manera digital y en señal en vivo, y uno de los pioneros en América Latina.
Su programación era informativa a las 24 horas del día, mediante la realización de boletines informativos cada 15 minutos, que incluyó desde noticias nacionales hasta secciones de espectáculo y cultura, entre otras. 
En enero de 1998, cuando la emisora cumplía su primer año en el aire, fichó al humorista Jaime Garzón, donde se realizó diversos programas junto con Yamid Amat, entre ellos uno de los programas más recordados fue La Hora Radionet, un espacio de humor político, siendo uno de los primeros en este formato. Durante su corta existencia, la emisora pasaron grandes figuras de la radio como César Augusto Londoño, María Elvira Arango, Mauricio Vargas, Néstor Morales, Gabriel Chemas Escandón, la historiadora Diana Uribe y el humorista Jaime Garzón.
Para julio de 1998, Radionet fue la primera emisora colombiana en promocionar el canal Locomotion en donde se realizó diversas entrevistas a varios actores de doblaje. Sin embargo, en diciembre de 1998, la emisora fue acusada de informar sobre el supuesto asesinato del narcotraficante Justo Pastor Perafán, pero la noticia resultó ser falsa, por lo cual fue rectificada al aire y el mismo Yamid Amat hizo que el periodista renunciara al aire.
La emisora perdió su presencia con el asesinato en la mañana del 13 de agosto de 1999, del humorista Jaime Garzón que se desplazaba hacia la emisora cuando fue interceptado por unos sicarios, comandados por los hermanos Freddy y Daniel Rendón desde las selvas colombianas.
En 2000, la emisora llegó por primera vez a través del cableoperador de Sky Colombia.
Sin embargo, la emisora perdió su audiencia de manera notoria desde 2001 y 2002, tras la salida de Yamid Amat de CM& Televisión, por lo que la emisora sería vendida las acciones a Caracol Radio y todos los programas que se emitieron fueron cancelados, de las cuales pasaron como frecuencia repetidora de Caracol Radio, aunque siguió llamado como Radionet.  
Con la venta de Caracol Radio al conglomerado español Grupo Prisa, los nuevos dueños anunciaron el proceso de fusión de Radionet con la emisora Caracol Estéreo, dando por completo el 31 de mayo de 2004, terminando así las emisiones de Radionet, siendo ocupado posteriormente por la emisora W Radio.
Propias:
- Bogotá - 850 AM (emisora cabecera de la extinta emisora, Radionet Bogotá). Hoy es una frecuencia de Radio Red Aleluya, de la Iglesia Universal del Reino de Dios.
- Medellín - 590 AM (Radionet Medellín). Hoy es una emisora de Impacto Radio, protestante independiente.
- Cali - 700 AM (Radionet Cali). Hoy es una frecuencia de La W Radio.
- Barranquilla - 1040 AM (Radionet Barranquilla). Actualmente es la emisora Radio Tropical, independiente.
- Bucaramanga - 1270 AM (Radionet Bucaramanga). Hoy es una frecuencia de La W Radio.
- Cúcuta - 1090 AM (Radionet Cúcuta). Hoy es una frecuencia de Caracol Radio.
- Cartagena - 1200 AM (Radionet Cartagena). Hoy es una emisora de Radio Príncipe, protestante independiente.
- Neiva - 1210 AM (Radionet Neiva). Hoy es la emisora de Bésame Radio.
- Duitama, Boyacá - 1150 AM (Radionet Duitama). Hoy es la emisora de La W Radio.
- Valledupar - 1380 AM (Radionet Valledupar). Anteriormente era la emisora La Nota Radio 1380 AM, independiente, salió del aire en 2021.
- Florencia 970 AM (Radionet Florencia). Hoy es la emisora Armonías del Caquetá 970 AM, Afiliada a RCN Radio.
- Quibdó 1400 AM (Radionet Quibdó). Hoy es la emisora Ecos del Atrato, independiente.
- Ocaña 95.2 FM (Radionet Ocaña). Hoy es la repetidora de UFPS Radio de Cúcuta, universitaria.
- Puerto López (Radionet Puerto López). Hoy es la emisora La Voz del Río Meta, comunitaria.
- San José del Guaviare (Radionet San José de Guaviare). Hoy es la emisora Marandua Stereo, Afiliada a RCN Radio.
- Pitalito (Radionet Pitalito). Hoy es la emisora La Poderosa del Huila, independiente.
- Ipiales (Radionet Ipiales). Hoy es la emisora Radio Viva, independiente.

Internacional
- San Antonio del Táchira, Venezuela (Radionet San Antonio del Táchira). Hoy es la emisora Sin Fronteras Estéreo 93.3 FM.